# Šibenik-Knin megye
Šibenik-Knin megye (horvátul: Šibeniško-kninska županija) közigazgatási egység Horvátországban, Dalmácia északi-középső részén. Székhelye Šibenik.

## Közigazgatás
A megyét 5 város és 15 község alkotja, melyek a következők:
| Városok: - Drniš - Knin - Skradin - Šibenik (megyeszékhely) - Vodice | Községek: - Bilice - Civljane - Ervenik - Kijevo - Kistanje - Promina (székhelye: Oklaj) - Biskupija - Pirovac - Primošten - Rogoznica - Ružić (székhelye: Gradac) - Tribunj - Tisno - Murter-Kornati - Unešić |

## Szigetek
A megyéhez 242 sziget tartozik, melyek közül a jelentősebbek:
- Prvić
- Zlarin
- Žirje
- Murter
- Kaprije
- Krapanj
- Obonjan
- Tijat
- Zmajan
- Kakan

## Nevezetességei
- Kornati Nemzeti Park
- Krka Nemzeti Park

## Külső hivatkozások
- Hivatalos honlap